# Haíquidas
Haíquidas ou Haicazunis (em armênio/arménio:  Հայկազունիներ) foram uma lendária dinastia real armênia. Foram nomeados em homenagem ao seu fundador, o progenitor do armênios, Haico. Governaram como reis na antiga Armênia de 2 492 a.C. a 331 a.C.

## História
Segundo a lenda apresentada na História da Armênia de Moisés de Corene (século V), o naapetes (em armênio/arménio: Նահապետ, "patriarca") Haico uniu os armênios, derrotou as tropas do titã babilônico Bel na batalha do vale do Hals e lançou as bases para o Estado armênio. De acordo com o antigo calendário armênio, isso aconteceu no primeiro dia do mês Navassarde (11 de agosto). O armenólogo Ghevond Alishan datou a batalha em 2 492 a.C. e., enquanto Mikael Chamchian, em sua Tabela Cronológica, observou 2 107 a.C..
O segundo nome pelo qual os armênios são conhecidos por outros povos - armen - tornou-se o principal nome do país pelos antigos persas, gregos, sírios e outros povos vizinhos. Moisés de Corene o associou ao nome do rei Arã: “Arã realizou muitos feitos valentes nas batalhas... ele expandiu as fronteiras da Armênia em todas as direções. Todos os povos chamam nosso país pelo seu nome, por exemplo, os gregos - Armém, os persas e sírios - Armenique." O autor armênio do século VII, Sebeos, associou este etnônimo ao nome de outro representante dos haíquidas - Armenaco
O último representante da dinastia haíquida, o rei Vaé morreu em Gaugamela, enquanto defendia a Armênia da invasão de Alexandre, o Grande.